# Municipio de Lowell (Míchigan)
El municipio de Lowell (en inglés: Lowell Township) es un municipio ubicado en el condado de Kent en el estado estadounidense de Míchigan. En el año 2010 tenía una población de 5949 habitantes y una densidad poblacional de 68,94 personas por km².

## Geografía
El municipio de Lowell se encuentra ubicado en las coordenadas 42°53′46″N 85°22′24″O / 42.89611, -85.37333. Según la Oficina del Censo de los Estados Unidos, el municipio tiene una superficie total de 86.29 km², de la cual 84.36 km² corresponden a tierra firme y (2.24%) 1.93 km² es agua.

## Demografía
Según el censo de 2010, había 5949 personas residiendo en el municipio de Lowell. La densidad de población era de 68,94 hab./km². De los 5949 habitantes, el municipio de Lowell estaba compuesto por el 96.15% blancos, el 0.49% eran afroamericanos, el 0.49% eran amerindios, el 0.54% eran asiáticos, el 0.03% eran isleños del Pacífico, el 0.76% eran de otras razas y el 1.55% pertenecían a dos o más razas. Del total de la población el 2.5% eran hispanos o latinos de cualquier raza.